# Otitesella rotunda
Otitesella rotunda is een vliesvleugelig insect uit de familie Pteromalidae. De wetenschappelijke naam is voor het eerst geldig gepubliceerd in 1997 door van Noort.